# Francis Onyiso Okoth
Francis Onyiso Okoth (ur. 16 listopada 1972) – kenijski piłkarz grający na pozycji bramkarza.

## Kariera klubowa
Przez całą karierę piłkarską Onyiso Okoth związany był z klubem Ulinzi Stars FC. Do 2004 roku klub miał siedzibę w mieście Thika, a od tamtego roku domowe mecze rozgrywał w mieście Nakuru. W jego barwach Onyiso Okoth zadebiutował w 1992 roku w kenijskiej Premier League i grał w nim do 2011. W swojej karierze trzykrotnie zostawał mistrzem kraju w sezonach 2003/2004, 2004/2005 i 2010.

## Kariera reprezentacyjna
W reprezentacji Kenii Onyiso Okoth zadebiutował 10 listopada 1996 w przegranym 1:3 meczu eliminacji do MŚ 1998 z Gwineą. W 2004 roku został powołany do kadry na Puchar Narodów Afryki 2004. Tam był pierwszym bramkarzem i rozegrał 2 spotkania: z Mali (1:3) i z Senegalem (0:3). W kadrze narodowej rozegrał 51 meczów.